# Itsahidi
Itsahidi est une commune de l'union des Comores située dans l'ile de la Grande Comore, dans la Préfecture de Mbadjini-Est. La commune comprend les localités suivantes : Foumbouni, Koimbani, Malé Badjini, Midjendjeni, Ourovéni, Ndzouani, Chindini, Simamboini, Dzahadjou, Mohoro et Nyoumadzaha-Mvoumbari.